# Sunbeam Alpine
La Alpine è una autovettura costruita dal gruppo Rootes, con marchio Sunbeam, dal 1953 al 1975.
Era una vettura a due posti roadster oppure coupé. La prima serie fu lanciata nel 1953, e fu il primo veicolo a portare il solo nome Sunbeam dopo decenni. Nel 1935 ci fu infatti l'acquisto della Casa automobilistica britannica e del marchio Talbot da parte del gruppo Rootes. L'ultima a portare il solo nome Sunbeam dopo questa acquisizione fu la 30, prodotta tra il 1936 e il 1937.

## La prima generazione: le auto da rally
La prima serie fu lanciata nel 1953, e fu il primo veicolo della Sunbeam-Talbot a portare il solo nome Sunbeam dopo decenni. Il modello derivava dalla Sunbeam-Talbot 90 berlina, ed era chiamata colloquialmente anche Talbot Alpine.
Era una roadster due posti inizialmente sviluppata da George Hartwell, titolare di un concessionario Sunbeam-Talbot di Bournemouth, come auto da rally in esemplare unico. Lo sviluppo vero e proprio della vettura iniziò però solo nel 1952 a opera della Sunbeam-Talbot. Il nome gli fu dato da Norman Garrad, che lavorava alla squadra corse, e che fu protagonista dei successi della Sunbeam-Talbot nei rally alpini dei primi anni cinquanta utilizzando berline.
Il modello possedeva un motore a quattro cilindri da 2267 cm³ derivante da altre berline antecedenti, ma aveva un più alto rapporto di compressione. Dato che fu sviluppata dalla piattaforma delle berline, soffrì di una non elevata rigidità nonostante la presenza di longheroni aggiuntivi nel telaio. I rapporti del cambio furono modificati, e dal 1954 l’overdrive divenne di serie. La leva del cambio era montata sul piantone dello sterzo.

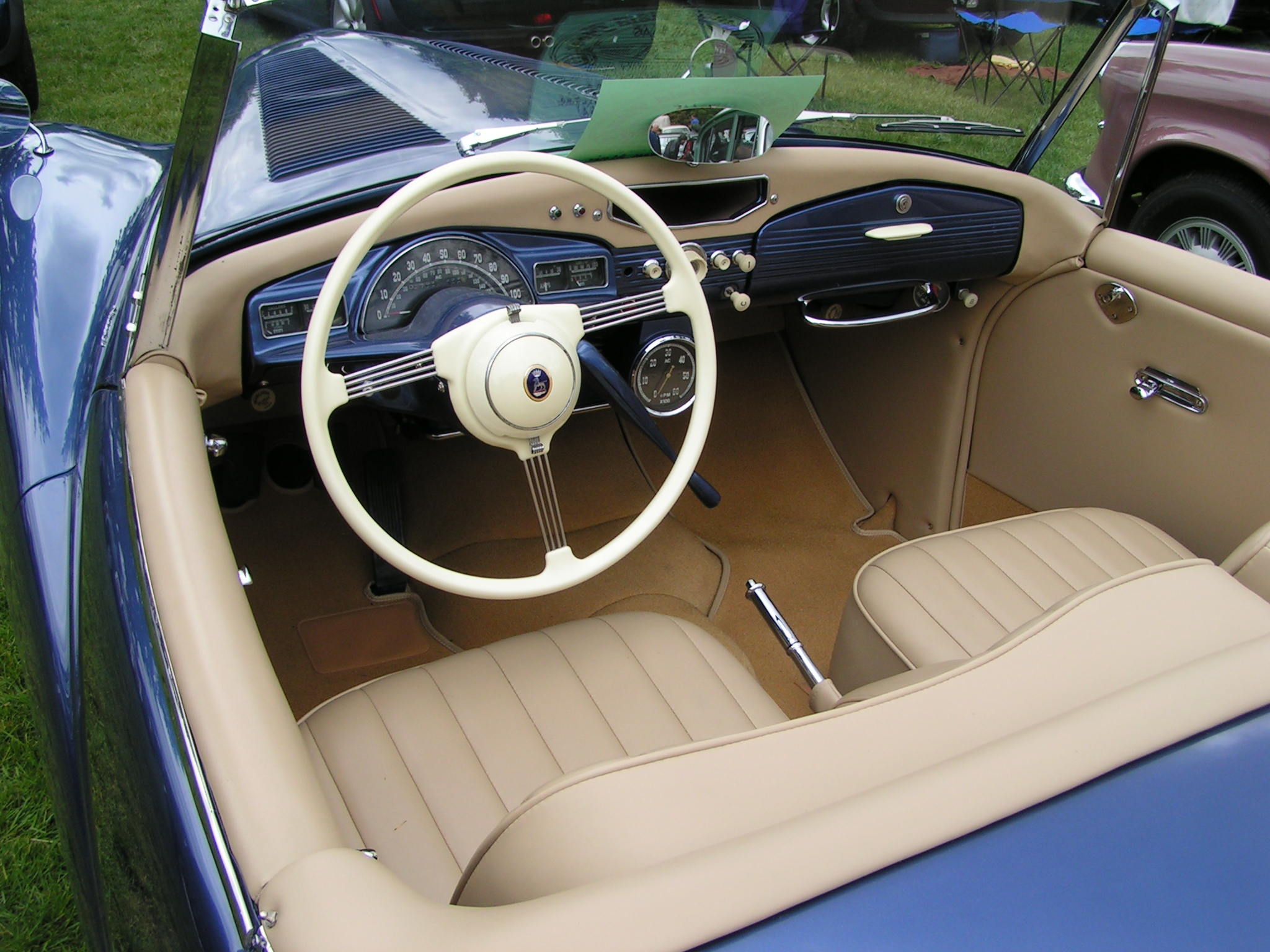
Gli interni

Le Alpine Mark I e Mark III (la Mark II non fu mai realizzata) furono costruite a mano – come la Sunbeam-Talbot 90 – dai carrozzieri Thrupp & Maberly dal 1953 al 1955, rimanendo in produzione solo per due anni con 3.000 esemplari fabbricati. La maggior parte fu esportata, soprattutto negli Stati Uniti d'America, con guida a sinistra. È stato stimato che siano circa 200 gli esemplari che sopravvivono tuttora.
Al Rally Alpino del 1953, quattro Alpine vinsero la Coppa delle Alpi, e una di queste, finita sesta, era guidata da Stirling Moss. Sheila van Damm vinse la Coppa delle Dame nella stessa competizione.
Pochissimi di questi modelli comparvero al cinema. Comunque, una Alpine blu zaffiro apparve nel celebre film di Alfred Hitchcock Caccia al ladro, con Cary Grant e Grace Kelly. Più recentemente, il programma History Detectives della PBS cercò di verificare se una Alpine appartenente a un privato fosse quella realmente usata nel film sopraccitato. Sebbene il processo Technicolor poteva alterare il vero colore dell'auto e, considerando che l'esemplare fu riportato da Monaco agli Stati Uniti d'America per essere posto di fronte alla tecnica del Chroma key, fu provato che l'automobile non era quella del film, anche dopo il confronto del numero di identificazione del veicolo.

## Le serie Alpine roadster
Kenneth Howes e Jeff Crompton furono incaricati nel 1956 di ridisegnare completamente la Alpine, con l'obbiettivo di produrre un modello sportivo destinato soprattutto al mercato statunitense. Kenneth Howes contribuì con l'80% del lavoro di design, che andò oltre al semplice riarrangiamento della precedente Ford Thunderbird (Howes lavorò in precedenza alla Ford prima di venire assunto al gruppo Rootes).
 
Questa Alpine, anch'essa una roadster a due porte, fu prodotta in cinque serie. La cilindrata dei motori fu 1494 cm³ per la serie I, 1592 cm³ per le serie II, III e IV, e 1725 cm³ per la serie V. Fu costruita fino al 1968, e la produzione fu circa di 70.000 esemplari. La commercializzazione fu interrotta qualche anno dopo che la Chrysler acquistò il gruppo Rootes.

### La serie I

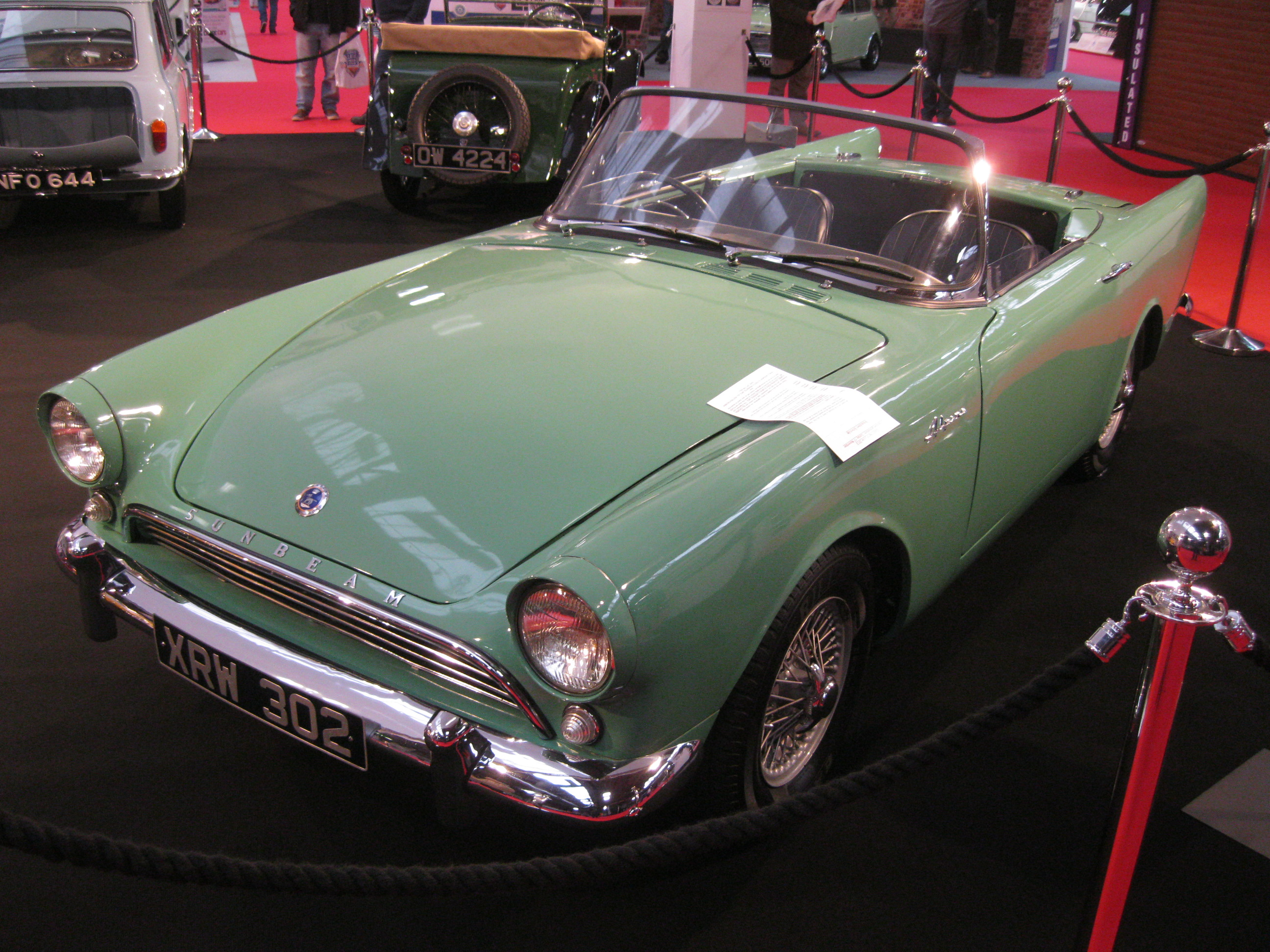
Prototipo di pre-serie

La prima serie di Alpine fu prodotta dal 1959 al 1960. Uno dei prototipi originali sopravvive ancora oggi, e partecipò al British saloon car champion guidata da Bernard Unett.
Il modello fece un uso intensivo di componenti già usati da altre auto del gruppo Rootes, e fu costruito sulla base del pavimento della Hillman Husky versione familiare, che fu opportunamente modificato. La meccanica del telaio derivava invece dalla Sunbeam Rapier, ma con i freni anteriori a disco che rimpiazzavano quelli a tamburo della berlina. Furono utilizzati dei freni Girling, con i dischi di quelli anteriori da 241 mm di diametro e i tamburi di quelli posteriori da 229 mm. L’overdrive e le ruote a raggi erano optional. Le sospensioni erano indipendenti, con quelle anteriori che montavano molle elicoidali e quelle posteriori che erano costituite da un assale rigido e molle a balestra semiellittica.
La versione coupé prodotta dopo il 1959 fu assemblata dal carrozziere Thomas Harrington Ltd, e fino al 1962 gli altri veicoli furono costruiti per conto del gruppo Rootes da Armstrong Siddeley.
Un modello roadster con overdrive fu provato dalla rivista The Motor nel 1959. Raggiunse la velocità 160,1 km/h e accelerò da ferma a 97 km/h in 13,6 secondi. Fu registrato un consumo di carburante di 9 Litri/100 km. Il modello utilizzato nel test costava 1.031 sterline
Della prima serie ne furono prodotti 11.904 esemplari.

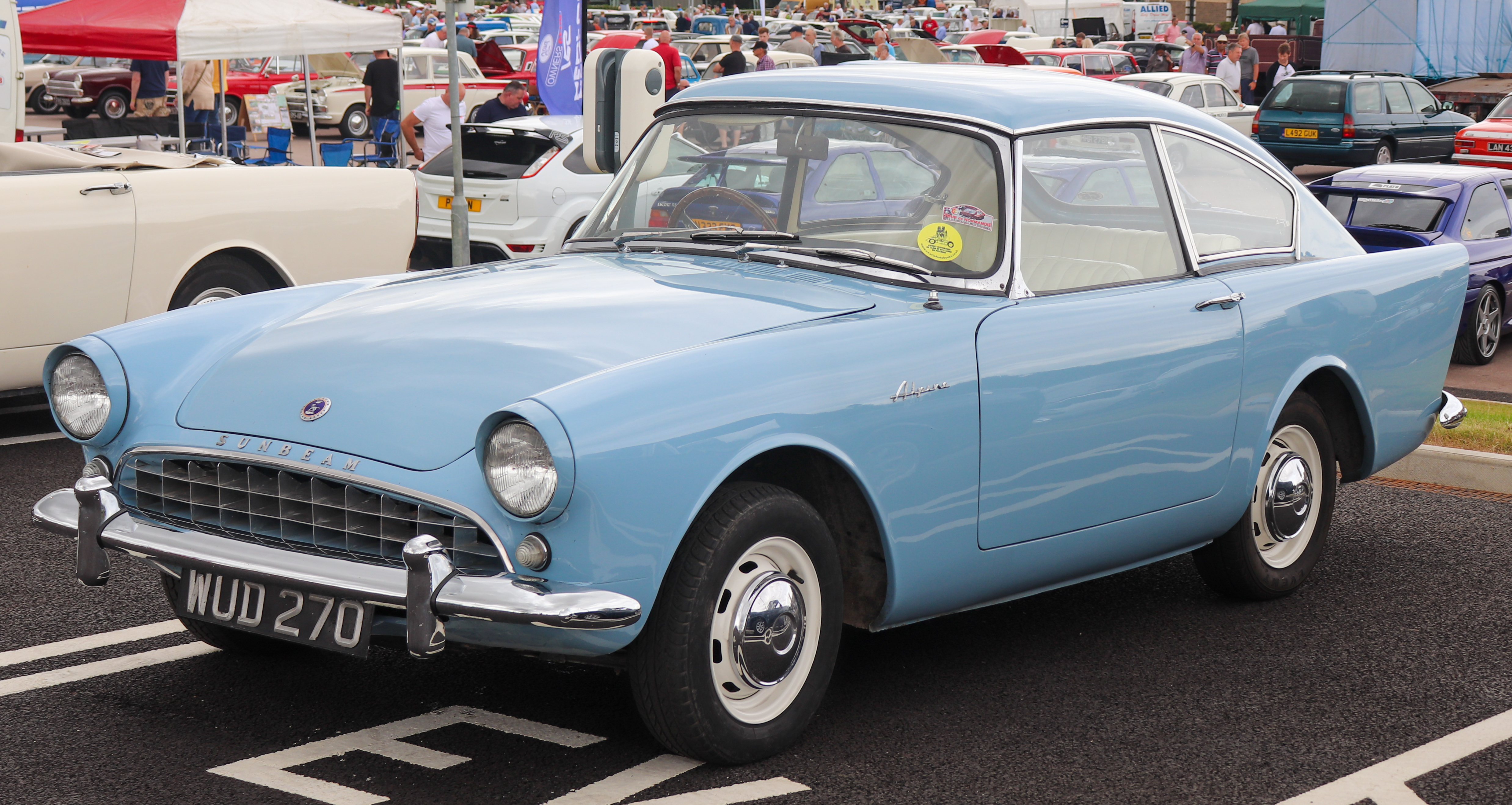
Sunbem Alpine Harrington Coupé

### La serie II
La seconda serie fu prodotta dal 1960 al 1963. Montava un motore più grande, più precisamente di 1592 cm³ di cilindrata che erogava una potenza di 80 bhp. Furono riviste le sospensioni posteriori, e oltre a questo furono operati solo piccoli cambiamenti rispetto alla serie precedente.
Una versione hardtop fu provata dalla rivista The Motor nel 1960. Raggiunse la velocità 158,7 km/h e accelerò da ferma a 97 km/h in 13,6 secondi. Fu registrato un consumo di carburante di 9,11 Litri/100 km. Il modello utilizzato nel test costava 1.110 sterline

### La serie III
La terza serie fu prodotta dal 1963 al 1964, e ne furono realizzate due versioni, roadster e hardtop. Nella seconda il tettuccio poteva essere rimosso, ma non era fornito nessun tetto in tessuto, poiché la zona in cui avrebbe dovuto alloggiare, una volta ripiegato, era in realtà già occupata da un piccolo sedile posteriore. Inoltre, il motore da 1592 cm³ di cilindrata, sviluppava meno potenza. Per avere più spazio nel bagagliaio furono installati nel retrotreno, in prossimità delle ali della coda, due piccoli serbatoi per il carburante. La vettura fu anche provvista di un piccolo finestrino laterale.
Della terza serie ne furono costruiti 5.863 esemplari.

### La serie IV

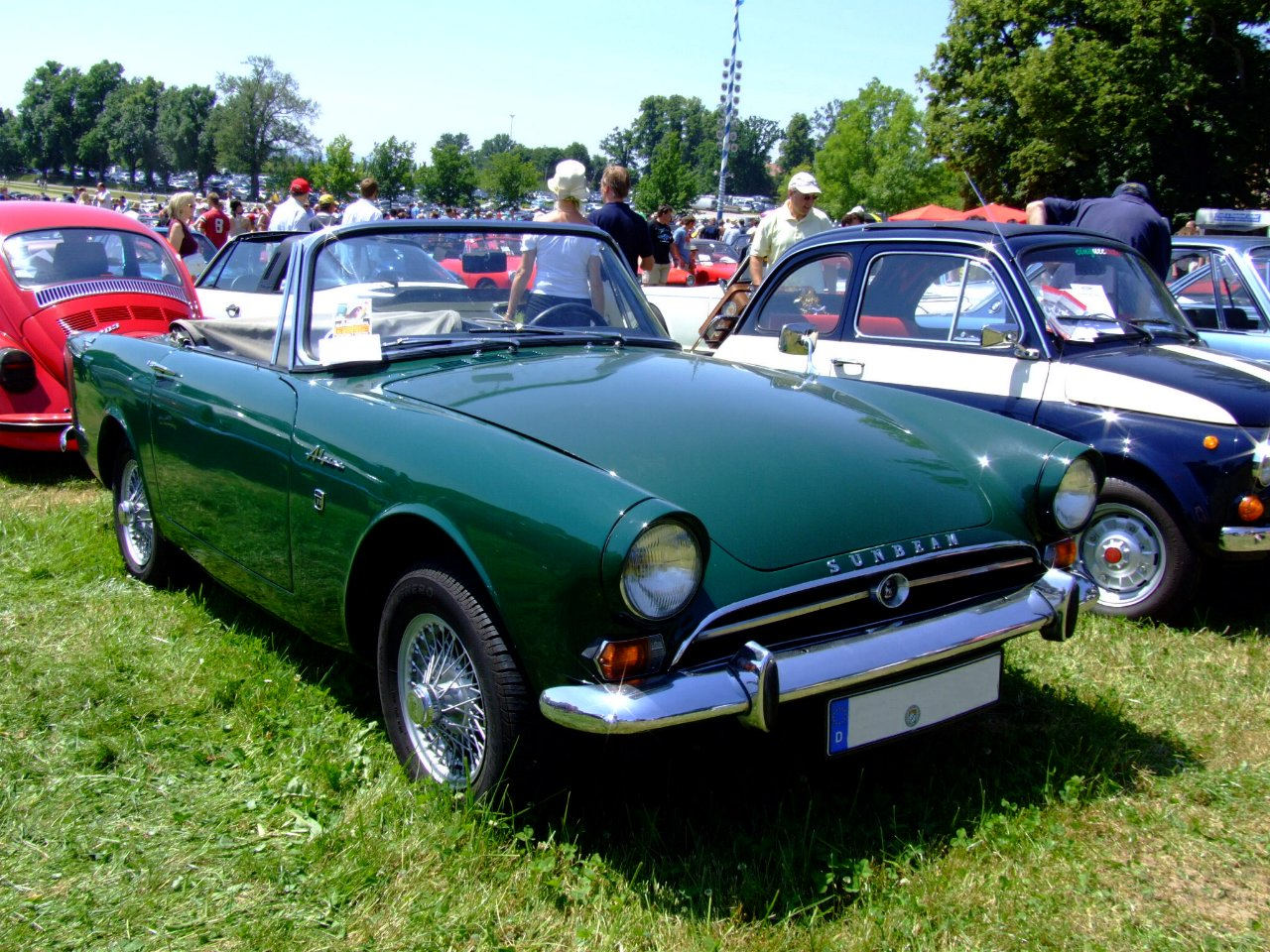
Sunbeam Alpine IV

Fu costruita dal 1964 al 1965. L'opzione con una più bassa potenza del motore era ora di serie sulle versioni roadster e hardtop, che condividevano il propulsore da 82 bhp con un solo carburatore tipo Solex. Fu introdotto un profondo restyling della parte posteriore, con le pinne largamente ridimensionate. Il cambio automatico con il comando montato sul pavimento del veicolo fu proposto come optional, ma non fu molto popolare. Dall'autunno del 1964 fu adottato anche dalla Alpine un nuovo cambio con il primo rapporto sincronizzato, come per le altre vetture del gruppo Rootes.
Della quarta serie ne furono costruiti 12.406 esemplari.

### La serie V
La quinta serie fu commercializzata dal 1965 al 1968. La versione finale aveva un motore con cinque supporti di banco da 1725 cm³ di cilindrata, possedeva due carburatori verticali inclinati, ed erogava 93 bhp di potenza. Non c'era più l'opzione della trasmissione automatica.
Della quinta serie ne furono costruiti 19.122 esemplari.

## Le competizioni
Il modello conseguì un successo relativo nelle competizioni, sia in Europa che in Nord America, ma l'opinione generale era che la Alpine non era particolarmente potente. Successivi incrementi della cilindrata e modifiche al motore cambiarono radicalmente la situazione, ma i dirigenti del gruppo Rootes erano in cerca di qualcosa per cambiare radicalmente la vettura, piuttosto che perseguire un limitato sviluppo del propulsore. 
Alla fine l'obbiettivo fu raggiunto, con il nuovo motore V8 di derivazione Ford, e con una conseguente collaborazione con Carroll Shelby, Ken Miles e altri piloti sportivi negli Stati Uniti d'America, che diede luogo alla Sunbeam Tiger.

## La serie Alpine fastback
Il gruppo Rootes introdusse la gamma Arrow nel 1967, ed entro il 1968 le berline e le familiari (come la Hillman Hunter) si unirono alla Rapier Fastback coupé. Nel 1969, una versione più economica, leggermente più lenta della Rapier (venduta quest'ultima come modello sportivo) fu rinominata come la nuova Sunbeam Alpine. Era una due porte fastback.
Tutti i modelli del gruppo Rootes avevano installato un robusto motore con cinque supporti di banco e di 1725 cm³ di cilindrata, con l'Alpine che montava un singolo carburatore Stromberg CD150 come quello installato a coppie sulla Rapier, e il carburatore doppio corpo Weber 40DCOE della Rapier H120.
Sebbene la maggior parte dei pezzi del modello derivava dalla “banca componenti” del gruppo Rootes, incluse le luci posteriori che erano in comune con le Arrow familiari, le fastback avevano comunque delle caratteristiche distintive. Per esempio erano installate portiere senza montanti e finestrini laterali nella parte posteriore della vettura che, combinati, davano un'accessibilità alla vettura simile alle cabriolet con hardtop.
Un cruscotto con un abbondante uso di legno fu installato per alcuni modelli, e sedili sportivi sono stati disponibili per un certo tempo.

## La continuazione del nome Alpine
Il nome Alpine fu riutilizzato nel 1976 dalla Chrysler (proprietaria del gruppo Rootes) su dei veicoli che nulla avevano in comune con le omonime automobili antecedenti. Erano infatti derivate dalla versione della Simca 1307 per il mercato britannico, cioè una hatchback per famiglie di costruzione francese. Il modello fu inizialmente denominato Chrysler Alpine, ma alla fine fu chiamato Talbot Alpine, a seguito dell'acquisizione della Chrysler Europa da parte della Peugeot nel 1978. Il nome sopravvisse fino al 1984, sebbene il suo design, con differenti denominazioni, continuò fino al 1986.